# Dendrobium arachnoideum
Dendrobium arachnoideum är en orkidéart som beskrevs av Rudolf Schlechter. Dendrobium arachnoideum ingår i släktet Dendrobium, och familjen orkidéer. Inga underarter finns listade i Catalogue of Life.